# Hermética
Hermética est un groupe argentin de thrash metal, originaire de San Martín, à Buenos Aires. Il est formé par le bassiste Ricardo Iorio en 1987, après la séparation de son ancien groupe V8. Hermética était signé au label indépendant label Radio Trípoli Discos. La première formation comprend Iorio, le chanteur Claudio O'Connor, le batteur Fabián Spataro, et le guitariste Antonio Romano. Spataro quitte le groupe en 1988, et est remplacé par Antonio Scotto. Cette formation enregistre un premier album, l'éponyme Hermética, premier album de thrash metal en Argentine. Le groupe se sépare en 1994

## Biographie
Ricardo Iorio est chanteur et bassiste du groupe V8, qui se séparera en 1987. Après cette séparation, Iorio forme Hermética, dont le style musical est similaire à celui de  V8. Initialement, il essaye de s'associer à Martín Knye, ex-membre du groupe Kamikaze, mais après deux rencontres, le projet est abandonné. Iorio s'oriente alors vers le guitariste Antonio Romano du groupe local Cerbero. Iorio voulait que Romano sout chanteur et bassist, mais son agent artistique, Marcelo Tommy, persuadera Iorio de recrute quelqu'un d'autre. Iorio choisit finalement Claudio O'Connor pour le chant, et Fabián Spataro du groupe Mark pour la batterie.
Les premières chansons composées par Iorio sont Sepulcro civil, Masa anestesiada et Cráneo Candente. Leur premier concert se fait dans un pub au Helloween à San Martín, Buenos Aires, le 7 mai 1988. Hermética fait aussi quelques apparitions au Arlequines de San Telmo, en 1989. Il devient le premier groupe de heavy metal à y jouer. Ils jouent avec les groupes Doppler, 666, Militia, Genocidio, Ultraje, Cross, Legión, et Devastación. Hermética décide de travailler avec le label Radio Trípoli Discos auquel il signe en mai 1989 ; deux mois après la signature, ils commencent à travailler sur un premier album, aux studios Sonovisión. L'album, l'éponyme Hermética est publié en novembre 1989. Il est le premier album de thrash metal à être enregistré en Argentine.

## Membres

### Derniers membres
- Ricardo Iorio - basse (1987–1994)
- Antonio Romano - guitare (1987–1994)
- Claudio O'Connor - chant (1987–1994)
- Claudio Strunz - batterie (1991–1994)

### Anciens membres
- Fabián Spataro - batterie (1987–1988)
- Antonio Scotto - batterie (1988–1991)

## Discographie

### Albums studio
- 1989 : Hermética
- 1990 : Intérpretes
- 1991 : Ácido argentino
- 1994 : Víctimas del vaciamiento

### Albums live
- 1993 : En vivo 1993 Argentina
- 1995 : Lo último / En Concierto Parte I y II

### VHS
- 1993 :  En vivo 1993

### Compilation
- 1998 : Sentimiento argentino